# Дуглас (округ, Вашингтон)
Округ Дуглас (англ. Douglas County) располагается в штате Вашингтон, США. Официально образован в 1883 году. Получил своё название в честь американского политического деятеля Стивена Дугласа. По состоянию на 2013 год, численность населения составляла 39 471 человек. Административный центр округа — город Уотервилл.

## История
Округ Дуглас основан в 1883 году.

## География
По данным Бюро переписи США, общая площадь округа равняется 4788,915 км2, из которых 4711,215 км2 суша и 75,110 км2 или 1,600 % это водоёмы.

## Население
По данным переписи населения 2000 года в округе проживает 32 603 жителей в составе 11 726 домашних хозяйств и 8 876 семей. Плотность населения составляет 7,00 человек на км2. На территории округа насчитывается 12 944 жилых строений, при плотности застройки около трёх строений на км2. Расовый состав населения: белые — 84,65 %, афроамериканцы — 0,31 %, коренные американцы (индейцы) — 1,09 %, азиаты — 0,55 %, гавайцы — 0,10 %, представители других рас — 10,83 %, представители двух или более рас — 2,48 %. Испаноязычные составляли 19,73 % населения независимо от расы.
В составе 38,40 % из общего числа домашних хозяйств проживают дети в возрасте до 18 лет, 61,60 % домашних хозяйств представляют собой супружеские пары проживающие вместе, 9,70 % домашних хозяйств представляют собой одиноких женщин без супруга, 24,30 % домашних хозяйств не имеют отношения к семьям, 20,00 % домашних хозяйств состоят из одного человека, 7,80 % домашних хозяйств состоят из престарелых (65 лет и старше), проживающих в одиночестве. Средний размер домашнего хозяйства составляет 2,76 человека, и средний размер семьи 3,16 человека.
Возрастной состав округа: 29,50 % моложе 18 лет, 8,20 % от 18 до 24, 27,30 % от 25 до 44, 22,40 % от 45 до 64 и 22,40 % от 65 и старше. Средний возраст жителя округа 36 лет. На каждые 100 женщин приходится 98,20 мужчин. На каждые 100 женщин старше 18 лет приходится 96,00 мужчин.
Средний доход на домохозяйство в округе составлял 38 464 USD, на семью — 43 777 USD. Среднестатистический заработок мужчины был 35 917 USD против 24 794 USD для женщины. Доход на душу населения составлял 17 148 USD. Около 11,20 % семей и 14,40 % общего населения находились ниже черты бедности, в том числе — 21,00 % молодёжи (тех, кому ещё не исполнилось 18 лет) и 6,90 % тех, кому было уже больше 65 лет.